# Конвой «Вевак № 13»
Конвой «Вевак № 13» — японський конвой часів Другої світової війни, проведення якого відбувалось у листопаді 1943-го.
Завданням конвою, до складу якого увійшли транспорти «Тайю-Мару» (Taiyu Maru), «Ясукуні-Мару» та «Мая-Мару» (Maya Maru), було постачання розташованого на північному узбережжі Нової Гвінеї Веваку, де розміщувався головний японський гарнізон на цьому острові.
Після розвантаження у Веваку загін 21 листопада 1943-го рушив назад до Палау (важливий транспортний хаб на заході Каролінських островів), при цьому охорону забезпечували мисливець за підводними човнами CH-32 та допоміжний мисливець за підводними човнами CHa-3.
Вранці 26 листопада вже на підході до Палау підводний човен USS Tinosa уразив та важко пошкодив «Тайю-Мару» (можливо відзначити, що тієї ж доби Tinosa потопила південніше Палау транспорт «Сіні-Мару» (Shini Maru), про маршрут якого немає докладніших відомостей).
Того ж 26 листопада конвой «Вевак № 13» досягнув Палау.